# アール・ポンピエ

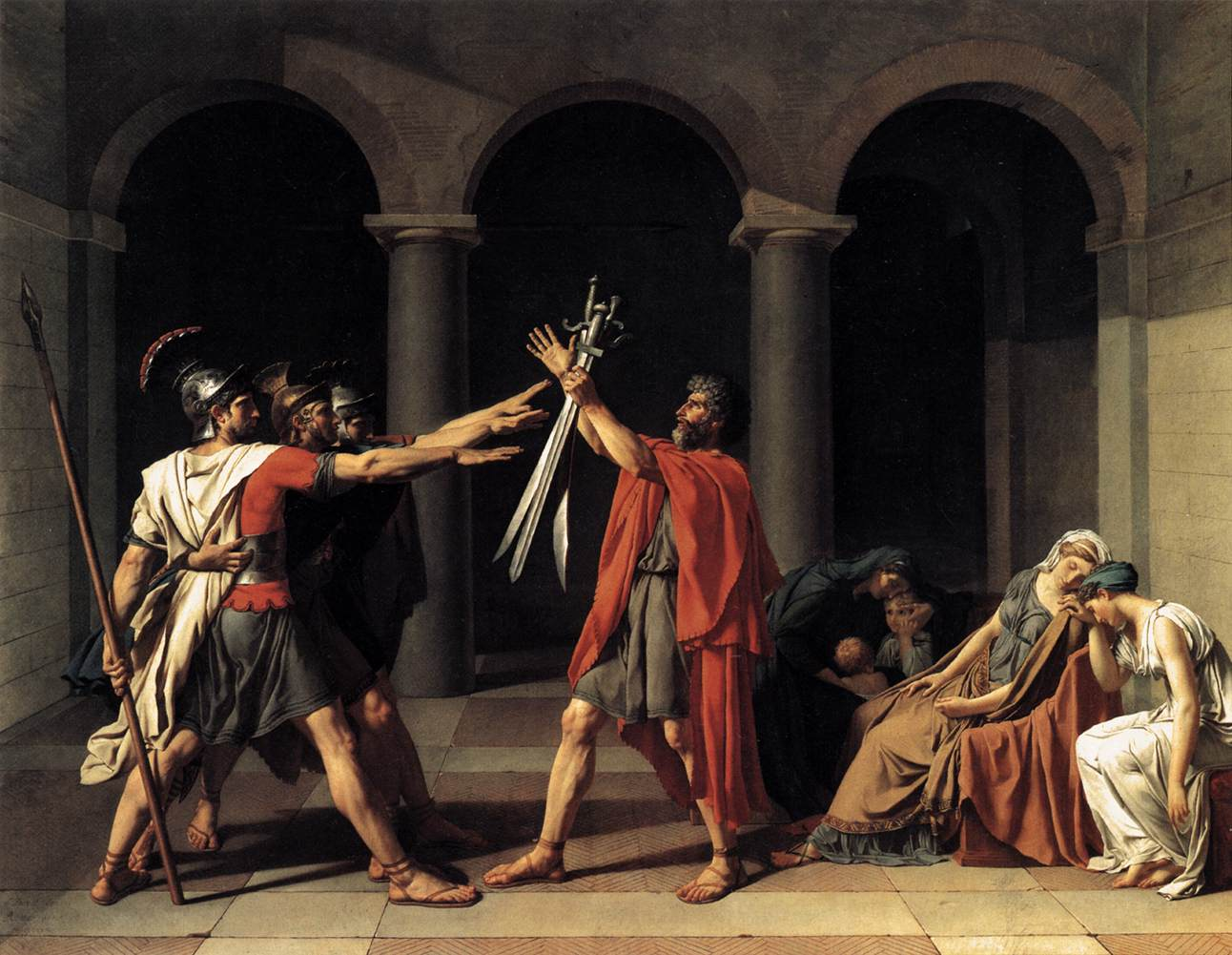
ジャック＝ルイ・ダヴィッド『ホラティウス兄弟の誓い』（1784年）

アール・ポンピエ（L'art pompier）は、19世紀後期フランスの、巨大で格式ばったアカデミック絵画（とくに歴史画、寓意画）を指す言葉で、侮蔑的に使われる。直訳すれば、「消防士の美術」。当時のフランスの消防士がかぶっていた、馬の尻尾の毛のついた風変わりなヘルメットに由来する（現在はパレードの時にだけかぶられる）。そのヘルメットは、このジャンルの作品の中に出てくる、寓意的な化身、古代ギリシア・ローマの戦士、またはナポレオンの騎兵のかぶっていたギリシア式のヘルメットによく似ていた。一説には、Pompéin（ポンペイ）、pompeux（もったいぶった）の洒落とも言われている。ポンピエ美術は、その言葉を使う人々には、ブルジョワジーの嗜好を具現化したもの、偽りのもの、誇張と見られていた。もちろん、このジャンルの絵を支持する人は、この言葉を忌み嫌った。
1990年前後からアール・ポンピエは再評価を受けている。その功績の一部は、パリのオルセー美術館に起因する。そこでは、アール・ポンピエが、当時の印象派、写実主義と同等に展示されている。Louis-Marie Lecharny著『Manifeste Pompier（消防士宣言）』がパリで出版されたのは1990年のことである。著者は続いて、『L'art Pompier』（1998年）も出版した。
古典的なポンピエ美術家には、ウィリアム・アドルフ・ブグロー、ポール・ボードリー、アルフレッド・アガッシュ、アレクサンドル・カバネル、トマ・クチュールらがいる。